# Stanisław Karolak
Stanisław Karolak (ur. 22 lutego 1931 w Żyrardowie, zm. 5 czerwca 2009 w Gdańsku) – językoznawca, romanista i slawista.

## Życiorys
W 1955 ukończył studia na Uniwersytecie Warszawskim. W 1964 został doktorem nauk humanistycznych. Od 1978 profesor nadzwyczajny, od 1988 zwyczajny. W latach 1955–1973 wykładowca języka rosyjskiego na Uniwersytecie Warszawskim, w latach 1973–1981 kierownik Zakładu Filologii Romańskiej, następnie dyrektor Instytutu Filologii Romańskiej Uniwersytetu Śląskiego, od 1981 kierownik katedry filologii romańskiej Wyższej Szkoły Pedagogicznej (dzisiejszego Uniwersytetu Pedagogicznego) w Krakowie. Został pochowany na cmentarzu katolickim w Sopocie (kwatera C7-4-7).

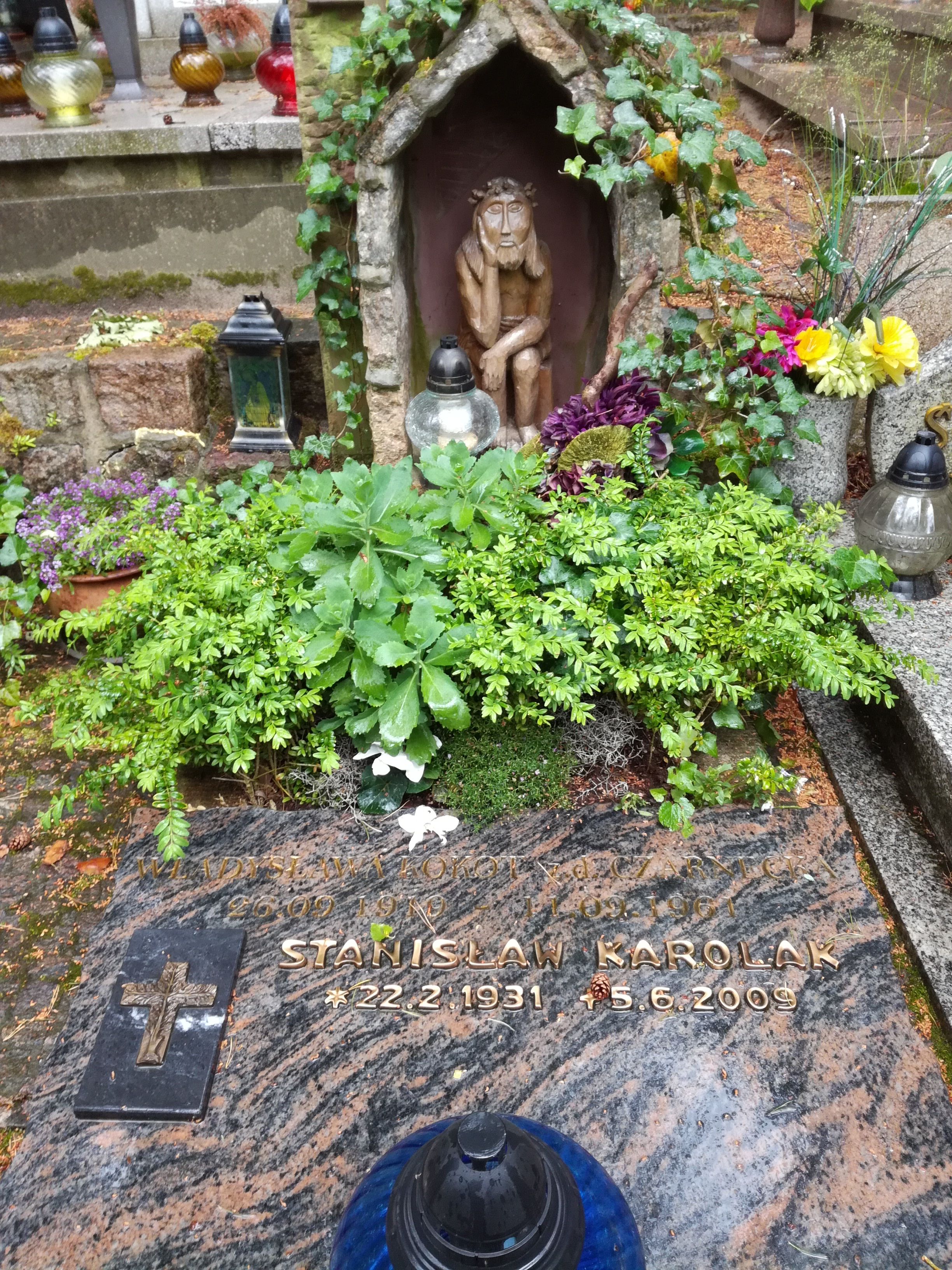
Grób prof. Stanisława Karolaka na cmentarzu katolickim w Sopocie

## Odznaczenia
- Krzyż Oficerski Orderu Odrodzenia Polski (2004)[3]
- Krzyż Kawalerski Orderu Odrodzenia Polski (1978)[3]
- Kawaler francuskiego Orderu Palm Akademickich
- doctor honoris causa Université de Paris XIII
- członek korespondent Polskiej Akademii Umiejętności w Krakowie
- profesor honorowy Université Libre de Bruxelles.

## Prace
- Autor rozpraw teoretycznych i opisowych, zwłaszcza na temat składni i słowotwórstwa:
  1. Zagadnienia rekcji przyimkowej czasownika w języku rosyjskim (1966)
  2. Zagadnienia składni ogólnej (1972)
  3. Składnia wyrażeń predykatywnych, w: Gramatyka współczesnego języka polskiego (1984, redaktor Stanisław Urbańczyk)
  4. Kwantyfikacja a determinacja w językach naturalnych (1990)
  5. Études sur l'article et la determination (1995)
  6. Gramatyka kontrastywna przedimka (rodzajnika) francuskiego i angielskiego (2002)
  7. wybór rozpraw Od semantyki do gramatyki (2001).
- Współautor
  1. (wspólnie z Danutą Wasilewską) podręczników języka polskiego dla cudzoziemców Polnisch für Fortgeschrittene (1974) i My goworim i czitajem po-polski (1984).
  2. Inchoatywna konfiguracja aspektualna w języku macedońskim. Инхоативна видска конфигурација во македонскиот јазик (2000) (wspólnie z Milicą Mirkułowską).